# Hermannia africana
Hermannia africana är en kvalsterart som först beskrevs av Balogh 1958.  Hermannia africana ingår i släktet Hermannia och familjen Hermanniidae. Inga underarter finns listade i Catalogue of Life.